# Lothar Schlegel (Fußballspieler)
Lothar Schlegel (* 29. September 1933) ist ein ehemaliger deutscher Fußballspieler. Für den SC Wismut Karl-Marx-Stadt bestritt er zwischen 1956 und 1963 21 Spiele in der DDR-Oberliga, der höchsten Spielklasse im DDR-Fußball. 1956 und 1959 wurde er mit dem SC Wismut DDR-Meister.

## Sportliche Laufbahn
Schlegel tauchte erstmals im höherklassigen Fußball auf, als er in der Saison 1953/54 für Fortschritt Hartha in der zweitklassigen DDR-Liga ein Punktspiel bestritt. Zur Spielzeit 1954/55 wechselte er zum Liga-Konkurrenten Wismut Plauen und wurde dort in 17 Punktspielen eingesetzt.
Anschließend wurde der Spielbetrieb im DDR-Fußball auf das Kalenderjahr umgestellt. Nachdem Plauen 1955 abgestiegen war, wurde Schlegel zum Spieljahr 1956 vom Oberligisten SC Wismut Karl-Marx-Stadt, der in Aue beheimat war, aufgenommen. Sein erstes Oberligaspiel absolvierte er am 12. August 1956 in der Begegnung des 14. Spieltages SC Wismut – Fortschritt Weißenfels (2:0) als linker Verteidiger. Es blieb sein einziger Oberligaeinsatz in dieser Saison, in der seine Mannschaft DDR-Meister wurde. 1957 wurde Schlegel nicht in der Oberliga eingesetzt, und auch in den folgenden Spielzeiten bis 1963 kam er nicht über die Ersatzspieler-Rolle hinaus. 1959 wurde er mit acht Einsätzen zum zweiten Mal DDR-Meister. Als er nach der Saison 1962/63 (der DDR-Fußball war wieder zum Sommer-Frühjahr-Rhythmus zurückgekehrt) seine Laufbahn im höherklassigen Fußball beendet hatte, war er lediglich auf 21 Oberligaeinsätze gekommen. Tore hatte er keine erzielt. Bis 1964 spielte Schlegel noch in der Reservemannschaft des SC Wismut, der 1963 in die Betriebssportgemeinschaft Wismut umgewandelt wurde.